# Montevista
Montevista é um município de  terceira classe de renda municipal (d) na província Davao de Ouro, nas Filipinas. De acordo com o censo de 1 de maio  de  2020 possui uma população de 46 558 pessoas e 11 807 domicílios.